# Покровське (Кривий Ріг)
Покровське — місцевість у Саксаганському районі міста Кривий Ріг. Колишнє село на правому березі річки Саксагань.

## Історія
Виникло наприкінці XVIII століття на місці колишнього козацького зимівника. Село належало до Веселотернівської волості Верхньодніпровського повіту Катеринославської губернії. На 1886 рік тут мешкало 308 осіб, що мали 51 господарських подвір'я. У селі був завод по видобутку і обробітку сланцю.
1882 року Олександр Поль купує у поміщика Шмакова 500 десятин землі з покладами аспиду (сланець), що використовувався місцевими мешканцями на покриття хат.

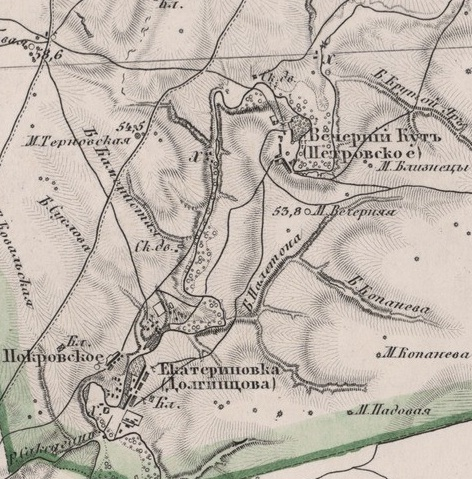
Покровське на карті середини ХІХ століття

Іншими назвами села були: Запоріжжя, Ущіл'я, Шмакове[джерело?] (ім'я місцевого поміщика; зараз зберігається у назві залізничної станції Шмакове).

## Визначні місця
На півдні Покровського, між шахтами «Артем-1» і «Північна» РУ Кірова на правому березі старого русла Саксагані знаходиться геологічна пам'ятка природи Сланцеві скелі.